# Tábor (Javorníky)
Tábor (697,4 m n. m. ) je nejvyšší hora  geomorfologické části Ochodnická vrchovina ve východní části pohoří Javorníky. 

## Polohopis
Nachází se přibližně 1,5 km severně od Kysuckého Nového Města, v jeho katastrálním území.  Leží v jižní části Ochodnické vrchoviny, na východním okraji podcelku Nízké Javorníky.  Díky poloze nad údolím Kysuce a v obklopeni nižších vrchů, nabízí i zásluhou dřevěné rozhledny na vrcholu zajímavý rozhled na široké okolí.  Pro svou blízkost a relativně snadnou dostupnost z Kysuckého Nového Města je oblíbeným místem vycházek. Nenáročný výstup je odměněn zajímavými pohledy na město. Na úpatí vrchu pramení jen menší potoky, směřující do řeky Kysuca. 

## Přístup
Vrcholem Tábora vede  modře značená trasa (Cesta Vila Galvánka  ), vedoucí z centra Kysuckého Nového Města až na Vrchrieku (861 m n. m.). Severozápadně od vrcholu se v lokalitě Majtánky připojuje  zelená značka z Nesluše (přístup ze západu), která se v nedaleké lokalitě Klimkovci odpojuje a pokračuje do Ochodnice (přístup od východu z údolí Kysuce). 